# Municipio de Madison (condado de Guilford)
El municipio de Madison (en inglés: Madison Township) es un municipio ubicado en el  condado de Guilford en el estado estadounidense de Carolina del Norte. En el año 2010 tenía una población de 5.701 habitantes.

## Geografía
El municipio de Madison se encuentra ubicado en las coordenadas 36°11′7.49″N 79°40′13.1″O / 36.1854139, -79.670306.